# كريستوفر ويكتورسون
كريستوفر ويكتورسون (بالسويدية: Christoffer Wiktorsson)‏ (22 مارس 1989 بالسويد - ) هو لاعب كرة قدم سويدي في مركز الدفاع. شارك مع منتخب السويد تحت 19 سنة لكرة القدم. أما مع النوادي، فقد لعب مع نادي أوربرو ونادي ديجرفورس.

## روابط خارجية
- كريستوفر ويكتورسون على موقع اتحاد السويد (السويدية)
- كريستوفر ويكتورسون على موقع قاعدة بيانات كرة القدم.إي يو (الإنجليزية)
- كريستوفر ويكتورسون على موقع Soccerway.com (الإنجليزية)